# 马哈迪首相纪念馆
马哈迪首相纪念馆（马来语：Galeria Perdana），是一个位于马来西亚浮罗交怡的博物馆。

## 历史
开张于1995年12月3日。纪念馆前身是第四任暨第七任马来西亚首相马哈迪·莫哈末的官邸，收藏超过2500件马哈迪及其夫人茜蒂哈斯玛多年来所获赠的各种礼物及奖章。

## 其他類似建築
- 建國先賢紀念園
- 蘇哈托紀念館
- 汶萊蘇丹紀念館（英语：Royal Regalia Museum）
- 阿聯酋國父紀念館（英语：The Founder's Memorial）
- 費薩爾國王基金會（英语：King Faisal Foundation）
- 布爾吉巴紀念館（法语：Musée Habib-Bourguiba）
- 馬可仕總統紀念館（英语：Ferdinand E. Marcos Presidential Center）
- 朴正熙總統紀念圖書館